# Kaulhuhn
Das Kaulhuhn ist eine Hühnerrasse, die phänotypisch an einen kleinen Italiener ohne Schwanz erinnert. Auch viele andere Eigenschaften teilt das Kaulhuhn mit dem Italiener: So gilt es beispielsweise als sehr guter Leger; seine Brutausbeute ist allerdings im Vergleich mit anderen Hühnerrassen wesentlich vermindert.

## Erscheinungsbild
Das auffälligste Merkmal des Kaulhuhns ist das Fehlen jeglichen Schwanzes in beiden Geschlechtern. Dies ist darauf zurückzuführen, dass die gesamte Schwanzwirbelsäule samt Federn und Bürzeldrüse nicht vorhanden ist. Dieses Merkmal vererbt sich dominant, so dass in jeder Kaulzucht auch immer wieder beschwänzte Tiere anfallen. Bei betroffenen Tieren kann es wegen der fehlenden Balancewirkung des Schwanzes zu Schwierigkeiten bei der Begattung kommen. Die fehlende Bürzeldrüse führt daneben zu Problemen bei der Gefiederpflege.
Kaulhühner sind trotz ihres leichten Typs sehr ruhige Tiere, die auch rasch zutraulich werden. Der Rumpf eines Kaulhuhns ist in etwa walzenförmig mit vorn und hinten abgerundeten Formen und wird fast waagrecht getragen. Dazu gehört eine breite tiefe und volle Brust genauso wie ein voller breiter Bauch. der Rücken ist mäßig lang und fällt wegen der waagrechten Haltung kaum ab. Beim Hahn zeigt der Sattel eine starke Federbildung über dem abgerundeten Hinterteil. Der Körper der Kaulhühner steht auf mittelhohen Ständern von schieferblauer bis schwarzer Farbe. Der Hals ist ebenfalls mittellang. Auch der Kopf wird nicht übermäßig groß verlangt. Dem Hahnenkopf sitzt ein einfacher Stehkamm mit gleichmäßigen Zacken auf. Bei der Henne darf der Kamm am hinteren Ende gelegt sein. Die Kehllappen sind tiefrot und eher dünn. dazu bilden die reinweißen, runden Ohrscheiben einen feinen Kontrast.
Über die Brutlust herrschen geteilte Meinungen. Die einen behaupten, dass Kaulhühner fast ständig am brüten sind, die anderen dagegen, dass sie eher selten zur Naturbrut neigen. Sicher ist, dass Brutausbeute und Aufzuchterfolg bei Kaulhühnern durch die aus ihrer Schwanzlosigkeit entstehenden Probleme gegenüber geschwänzten Hühnerrassen wesentlich vermindert sind. Unter dem deutschen Tierschutzgesetz ist die bewusste Zucht schwanzloser Hühner als Qualzucht verboten.
Mit dem Zwerg-Kaulhuhn existiert auch eine anerkannte Zwerghuhnrasse.